# معنی (فیلم ۱۹۸۲)
معنی (به هندی: Arth) فیلمی محصول سال ۱۹۸۲ و به کارگردانی ماهش بات است. در این فیلم بازیگرانی همچون شبانه اعظمی، کولبوشان کارباندا، اسمیتا پاتیل، راج کیران، روهینی هاتانگادی، گلشن گروور و دالیپ تاهیل ایفای نقش کرده‌اند.